# 販売チャネル
販売チャネル（はんばいチャネル）とは製造業や商社などの流通経路である。

## 自動車販売チャネル
自動車やオートバイの新車販売チャネルには、特定のメーカーの製品だけを扱うメーカー系販売店と、複数のメーカーの製品を取り扱う独立系販売店とがある。
メーカーによっては車種やブランド別に複数の販売チャネルを擁し、共通設計の姉妹車を異なる販売チャネルで扱う場合がある。
バッジエンジニアリングでOEMとして他社の販路で流通させる場合、メーカー系の販売店が両者を扱うことはないが、独立系販売店では、バッジや車名が違うだけの同じ車が並んで販売されることもある。
日本国内では、トヨタ自動車が最後まで販売チャネルごとに取扱車種を分けていたが、今後、レクサス以外のトヨタブランド製品の扱いを一本化する予定である。

## オートバイ販売チャネル
ホンダ 2018年3月迄 ※250cc以上のモデル
- Honda DREAM店 (ホンダドリーム)
- PRO'S 店 (プロス)
- PRO'S WING (プロスウイング)

ホンダ 2018年3月迄 ※250cc以下のモデル
- Honda WING (ホンダウイング)
- Honda (ホンダ)

ホンダ 2018年4月以降 ※250cc以上のモデル
- Honda Dream (ホンダドリーム)

ホンダ 2018年4月以降 ※250cc以下のモデル
- Honda Commuter (ホンダコミューター)

ヤマハ
- YSP (ヤマハスポーツプラザ)
- YOU SHOP

カワサキ
- カワサキプラザ

スズキ
- SBS (スズキバイクショップ)
- スズキワールド